# Український дім (партія)
Український дім (до 2016 — Соціально-християнська партія) — українська політична партія.

## Історія партії
Соціально-християнська партія зареєстрована Міністерством юстиції 7 липня 2004 року та внесена до Реєстру політичних партій України під № 96. Першим головою партії стала Оксана Білозір (березень 2004 — березень 2005).
У березні 2005 року партію очолив Володимир Владико.
На парламентських виборах 2006 році Соціально-християнська партія не подолала тривідсотковий бар'єр, отримавши підтримку лише 22 953 виборців або 0,09 % дійсних голосів.
У липні 2007 року Соціально-християнська партія звільнила від обов'язків голови партії Володимира Владико, обравши лідером партії депутата Верховної ради України від блоку «Наша Україна» Антона Ружицького. Пізніше зміну лідера партії було оскаржено і скасовано Міністерством юстиції.
На об'єднавчому з'їзді 20 серпня 2007 року Соціально-християнська партія та Всеукраїнська політична партія «Екологія та соціальний захист» сформували виборчий блок "Християнський блок для участі в дострокових парламентських виборах 2007 року. Виборчий список блоку очолив пастор Християнської Євангельської Церкви, голова «Всеукраїнської політичної партії — Екологія та соціальний захист» Сергій Балюк. У першу п'ятірку також увійшли Антон Ружицький, голова Соціально-християнської партії, Зоя Виборна, керівник секретаріату партії «Екологія та соціальний захист», Анатолій Кашуба, пастор релігійної громади Євангельських християн баптистів і Володимир Горбачов, єпископ Донецького регіону незалежних харизматичних церков. За «Християнський блок» проголосували тільки 0,10 % виборців.
V позачерговий з'їзд Соціально-християнської партії, який відбувся 24 травня 2008 року ухвалив рішення про ліквідацію партії та приєднання до партії «Єдиний Центр». Згодом процес самоліквідації партії був зупинений, але частина членів перейшли в «Єдиний Центр».
21 серпня 2010 року відбувся VII позачерговий з'їзд Соціально-християнської партії. З'їзд обрав своїм лідером колишнього депутата Київської міської ради Зоряна Шкіряка. Колишній голова партії Володимир Владико очолив Центральний секретаріат партії. Першим заступником голови СХП став Олег Москаленко.
24 квітня 2012 року голова Соціально-християнської партії Зорян Шкіряк оголосив про приєднання до Об'єднаної опозиції «Батьківщина».
15 березня 2014 року відбувся VIII з'їзд Соціально-християнської партії, який обрав головою партії Костянтина Соколова, а також заступників голови і Центральну раду партії.
У листопаді-грудні 2016 партія змінила назву з Соціально-християнської партії на Політичну партію «Український дім» та змінила керівника з Зоряна Шкіряка на Юрія Стельмащука.